# Dar (obiekt)

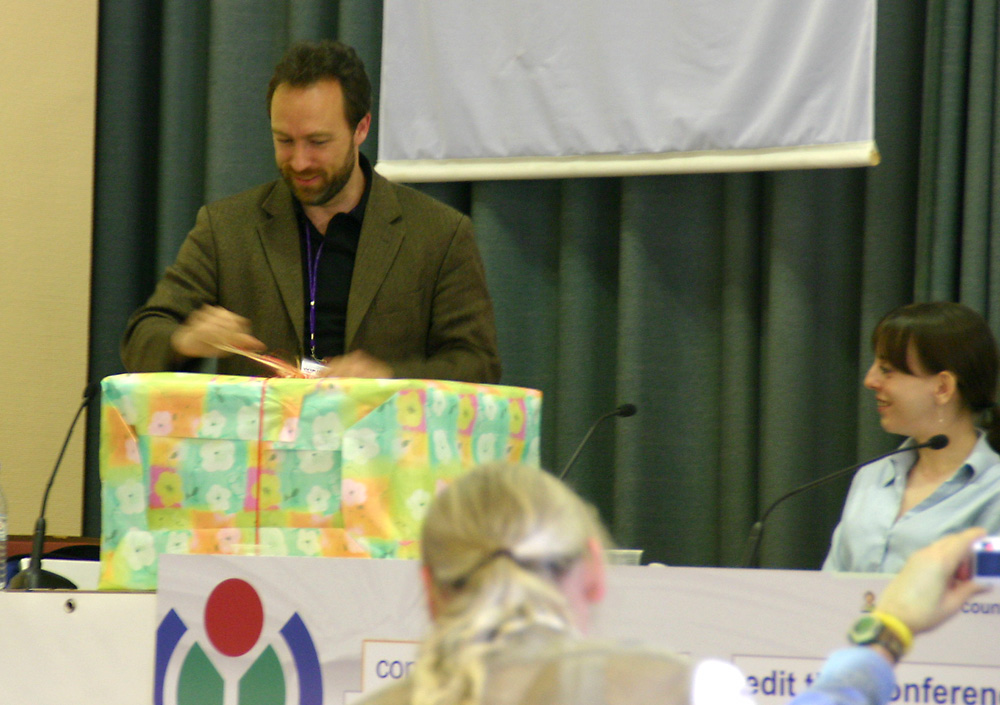
Jimmy Wales rozpakowuje prezent

Dar, podarek, podarunek, upominek, prezent – coś wartościowego dane komuś w prezencie; ofiarowane. Określenie wykorzystywane w opisie kultury darów przez Marcela Maussa odnoszące się do faktu istnienia prezentów o charakterze dóbr i usług obowiązkowych i wzajemnych. Przekazywanie darów jest silnie związane z uznawanymi w danej zbiorowości wartościami i relacjami moralnymi. Jednym z motywów dzielenia się darami jest dążenie do poprawy statusu społecznego.
Współcześnie analizy przekazywania darów prowadzi się głównie w odniesieniu do społeczeństw tradycyjnych, choć stanowią one istotną część wydatków konsumpcyjnych także w społeczeństwach nowoczesnych.
Dar to inaczej prezent – podarunek wręczany drugiej osobie przy różnych okazjach. Zwykle jest wręczany z okazji:
- urodzin
- imienin
- Bożego Narodzenia
- Wielkanocy
- walentynek
- ślubu
- pierwszej komunii świętej
- z okazji świąt innych religii np.:
  - z okazji muzułmańskich świąt jako Id al-Fitr i Id al-Adha
  - z okazji żydowskiego święta jako Chanuka
  - z okazji hinduskich świąt jako Diwali i Pongal
  - z okazji buddyjskiego święta jako Vesak

Czasem można go otrzymać bez okazji.
W powszechnej opinii, upowszechnionej przez reklamy, prezenty na Gwiazdkę wręcza mikołaj. Zgodnie z tradycją, prezenty daje się po wigilijnej kolacji.
Jeszcze w nowożytności królowie i magnaci obdarowywali poddanych prezentami. W domach bogatych mieszczan zwyczaj upowszechnił się w połowie XIX wieku. Od początku XX wieku prezenty stały się popularniejsze. Miały osobisty charakter. Praktyka ta była związana z prezentami dla dzieci od Świętego Mikołaja.